# Merdingen
Merdingen là một thị xã trong huyện Breisgau-Hochschwarzwald bang Baden-Württemberg thuộc nước Đức. Đô thị Merdingen có diện tích 14,39 km², dân số thời điểm 31 tháng 12 năm 2020 là 2561 người. Kinh tế Merdingen chủ yếu là sản xuất nho. Jan Ullrich là cư dân nổi bật của đô thị này 2002.